# فرات روسا
فرات روسا (به ایتالیایی: Fratte Rosa) یک کومونه در ایتالیا است که در استان پزارو و اوربینو واقع شده‌است.

## خصوصیات
فرات روسا ۱۵٫۶ کیلومترمربع مساحت و ۱٬۰۱۶ نفر جمعیت دارد و ۴۱۹ متر بالاتر از سطح دریا واقع شده‌است.